# Pasecké hudební slavnosti

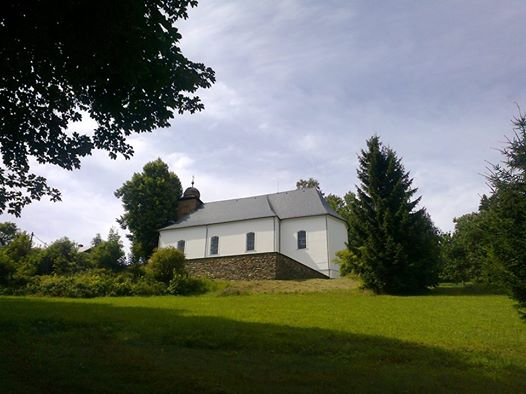
Kostel sv. Václava v Pasekách nad Jizerou

Pasecké hudební slavnosti se poprvé uskutečnily v roce 1990 a od té doby jsou pořádány každé léto až do současnosti. Místem jejich konání je kostel sv. Václava v Pasekách nad Jizerou  v okrese Semily v Libereckém kraji. Pořadatelem je Svatováclavský sbor z Pasek nad Jizerou, spjatý s rodinou Waldmannů, která Pasecké hudební slavnosti iniciovala a každoročně má hlavní podíl na jejich konání.
Slavnosti se konají vždy o víkendu, jehož součástí je první neděle v srpnu. Program tvoří páteční koncert, sobotní matiné a nedělní bohoslužba s hudební produkcí. Již od počátku Paseckých hudebních slavností na nich vystupuje Akademie svatého Václava (která právě k tomuto účelu vznikla) a již zmíněný Svatováclavský sbor. Součástí slavností ovšem bývá také vernisáž výstavy.
V historii i současnosti Paseckých hudebních slavností najdeme mnoho významných osobností hudebního života, ale také herců, výtvarníků aj.: dirigenti Václav Neumann, Jiří Bělohlávek či Libor Pešek, violoncellista Mikael Ericson, trumpetista Miroslav Kejmar, herec Stanislav Zindulka, rozhlasový moderátor Pavel Ryjáček a další.